# Мальчовецька сільська рада
Мальчове́цька сільська́ ра́да — адміністративно-територіальна одиниця та орган місцевого самоврядування в Барському районі Вінницької області. Адміністративний центр — село Мальчівці.

## Загальні відомості
- Територія ради: 53,2 км²
- Населення ради: 999 осіб (станом на 2001 рік)

## Населені пункти
Сільській раді підпорядковані населені пункти:
- с. Мальчівці
- с. Степанки

## Склад ради
Рада складалася з 12 депутатів та голови.
- Голова ради: Мамедов Джабір Мамедович
- Секретар ради: Гаврилюк Марина Василівна

### Керівний склад попередніх скликань
| Прізвище, ім'я, по батькові | Основні відомості                                                               | Дата обрання | Дата звільнення |
| --------------------------- | ------------------------------------------------------------------------------- | ------------ | --------------- |
| Мамедов Джабір Мамедович    | Сільський голова, 1950 року народження, освіта середня спеціальна, безпартійний | 26.03.2006   | 31.10.2010      |
| Мамедов Джабір Мамедович    | Сільський голова, 1952 року народження, освіта середня спеціальна, безпартійний | 31.10.2010   |                 |

Примітка: таблиця складена за даними сайту Верховної Ради України

### Депутати
За результатами місцевих виборів 2010 року депутатами ради стали:

#### За суб'єктами висування
| Суб'єкт висування                                       | Кількість обраних депутатів | %    |
| ------------------------------------------------------- | --------------------------- | ---- |
| Партія регіонів                                         | 6                           | 50   |
| Єдиний Центр                                            | 2                           | 16,7 |
| Політична партія Всеукраїнське об'єднання «Батьківщина» | 2                           | 16,7 |
| Українська республіканська партія «Собор»               | 2                           | 16,7 |

#### За округами
| № округу                                                | Прізвище, ім'я, по батькові        | Дата визнання обраним | Освіта  | Партійна приналежність                           | Відомості про обраного депутата                          |
| ------------------------------------------------------- | ---------------------------------- | --------------------- | ------- | ------------------------------------------------ | -------------------------------------------------------- |
| Єдиний Центр                                            |                                    |                       |         |                                                  |                                                          |
| 1                                                       | Грибенко Тетяна Василівна          | 05.11.2010            | вища    | член Єдиного Центру                              | Мальчовецька загальноосвітня школа І-ІІ ст., директор    |
| 6                                                       | Гуменюк Любов Іванівна             | 05.11.2010            | вища    | позапартійна                                     | фельдшерсько-акушерський пункт с. Мальчівці, медсестра   |
| Партія регіонів                                         |                                    |                       |         |                                                  |                                                          |
| 2                                                       | Платковський Василь Іванович       | 05.11.2010            | вища    | член Партії регіонів                             | пенсіонер                                                |
| 5                                                       | Заморська Катерина Василівна       | 05.11.2010            | вища    | член Партії регіонів                             | Мальчовецька сільська рада, землевпорядник               |
| 8                                                       | Гаврилюк Маріна Василівна          | 05.11.2010            | вища    | член Партії регіонів                             | Мальчовецька сільська рада, секретар виконкому           |
| 9                                                       | Степанківська Оксана Володимирівна | 05.11.2010            | вища    | член Партії регіонів                             | Степанецька загальноосвітня школа І-ІІ ст., техпрацівник |
| 10                                                      | Сторожук Тетяна Василівна          | 05.11.2010            | вища    | член Партії регіонів                             | фельдшерсько-акушерський пункт с. Степанки, фельдшер     |
| 12                                                      | Мамалига Валерій Олександрович     | 05.11.2010            | вища    | член Партії регіонів                             | Степанецька загальноосвітня школа І-ІІ ст., директор     |
| Політична партія Всеукраїнське об'єднання «Батьківщина» |                                    |                       |         |                                                  |                                                          |
| 3                                                       | Масловська Ніна Андріївна          | 05.11.2010            | вища    | позапартійна                                     | Мальчовецька сільська рада, головний бухгалтер           |
| 4                                                       | Ковальов Володимир Миколайович     | 05.11.2010            | вища    | член Всеукраїнського об'єднання «Батьківщина»    | фермерське господарство «Династія», механізатор          |
| Українська республіканська партія «Собор»               |                                    |                       |         |                                                  |                                                          |
| 7                                                       | Балабак Наталія Григорівна         | 05.11.2010            | середня | член Української республіканської партії «Собор» | тимчасово не працює                                      |
| 11                                                      | Дудник Олег Володимирович          | 05.11.2010            | вища    | член Української республіканської партії «Собор» | фермерське господарство «Династія», головний бухгалтер   |